# ZH1
Lo ZH1 fu un cacciatorpediniere della Kriegsmarine tedesca, attivo durante la seconda guerra mondiale.
Varato nell'ottobre 1939 per la Marina militare olandese con il nome di Gerard Callenburgh, era la prima unità dell'omonima classe di cacciatorpediniere ma, ancora incompleto al momento dell'invasione tedesca dei Paesi Bassi, fu autoaffondato a Rotterdam al momento della resa degli olandesi. Riportato a galla, fu completato dai tedeschi e rimesso in servizio con la Kriegsmarine, servendo principalmente nel teatro dell'oceano Atlantico al largo delle coste occidentali della Francia; il cacciatorpediniere fu poi affondato da unità navali alleate il 9 giugno 1944 al largo dell'Île-de-Batz in Bretagna, nel corso degli eventi della battaglia di Ushant.

## Storia
Impostata il 12 ottobre 1938 nei cantieri della Rotterdamsche Droogdok Maatschappij di Rotterdam, la nave fu varata il 12 ottobre 1939 con il nome di Gerard Callenburgh in onore dell'omonimo ammiraglio olandese del XVII secolo; la nave era ancora in fase di allestimento quando, il 10 maggio 1940, i tedeschi invasero i Paesi Bassi: con Rotterdam ormai prossima a cadere in mano agli invasori, il 14 maggio il Callenburgh fu autoaffondato dagli stessi olandesi all'interno del canale del Nieuwe Waterweg, onde bloccare l'accesso al porto di Rotterdam.
Riportato a galla dai tedeschi, lo scafo del cacciatorpediniere fu trainato ad Amburgo e affidato ai cantieri della Blohm & Voss perché fosse ripristinato e completato; durante i lavori furono eseguite diverse modifiche rispetto al progetto originario: tra le altre, furono aggiunti quattro ulteriori motori diesel per aumentarne la velocità e l'armamento antiaereo originario fu completamente rimpiazzato da armi di costruzione tedesca, con 4 cannoni da 3,7 cm FlaK e 16 mitragliere da 2 cm FlaK. La nave entrò poi in servizio con i nuovi proprietari l'11 ottobre 1942 (secondo altre fonti il 5 o l'8 ottobre dello stesso anno), e come tutte le unità straniere catturate dalla Kriegsmarine ricevette come nominativo una designazione alfanumerica, ovvero ZH1: la Z indicava il tipo di unità (Zerstörer, ovvero "cacciatorpediniere"), la H la provenienza (Holland) e il numero 1 lo qualificava come primo cacciatorpediniere straniero acquisito dalla Kriegsmarine.
L'unità fu inizialmente assegnata alla 5ª Flottiglia cacciatorpediniere operante nel mar Baltico, spendendo il primo anno di servizio in attività di addestramento e di sperimentazione. Il 31 ottobre 1943 il cacciatorpediniere lasciò la Germania insieme al pari tipo Z26 per trasferirsi nei porti della Francia occidentale: dopo una sosta a Rotterdam il 2 novembre e scortati da alcune S-boot, i due cacciatorpediniere attraversarono il canale della Manica subendo senza danni il fuoco delle batterie costiere britanniche nello stretto di Dover e un attacco di motosiluranti della Royal Navy, arrivando sani e salvi a Le Havre il 4 novembre per poi trasferirsi il giorno seguente nell'estuario della Gironda. Lo ZH1 operò quindi in Atlantico come unità di scorta per le navi tedesche in arrivo nei porti della Francia occidentale in forza alla 8ª Flottiglia cacciatorpediniere: tra il 24 e il 26 dicembre l'unità, unitamente ad altri cinque cacciatorpediniere e due torpediniere tedesche, scortò in salvo nell'estuario della Gironda il violatore di blocco Osorno in rientro dall'estero, subendo senza danni alcuni attacchi di velivoli della Royal Air Force; nel corso della sortita furono riscontrati dei problemi ai condensatori che bloccarono lo ZH1 in porto per lavori di riparazione, una circostanza fortuita visto che il 27 dicembre seguente i cacciatorpediniere dell'8ª Flottiglia, usciti nuovamente in mare, si scontrarono con superiori unità britanniche perdendo tre navi.
Tra il 9 e l'11 marzo 1944 lo ZH1, unitamente allo Z23 e a due torpediniere, si incontrò nel golfo di Biscaglia con il sommergibile giapponese I-129 arrivato dopo una lunga crociera dall'Estremo Oriente, scortandolo poi in salvo a Lorient sotto costanti attacchi aerei britannici; più avanti quello stesso marzo 1944 l'unità partecipò poi a varie attività di scorta a convogli navali al largo delle coste settentrionali della Bretagna. Il 6 giugno 1944, giorno dello sbarco in Normandia, lo ZH1 ricevette ordine di trasferirsi a Brest: ripetutamente attaccato da cacciabombardieri Bristol Beaufighter britannici e canadesi, il cacciatorpediniere arrivò sano e salvo in porto il 7 giugno dopo aver abbattuto uno dei velivoli attaccanti.
L'8 giugno lo ZH1, unitamente ai cacciatorpediniere Z23 e Z24 e alla torpediniera T24, ricevette l'ordine di lasciare Brest e di dirigere all'attacco del naviglio alleato ammassato al largo delle coste della Normandia. Verso le 01:23 del 9 giugno seguente, la formazione tedesca fu ingaggiata al largo dell'Île de Batz da una squadra navale alleata comprendente quattro cacciatorpediniere britannici, due canadesi e uno polacco; nel corso del seguente scontro lo ZH1 lanciò un attacco con siluri contro i cacciatorpediniere britannici HMS Tartar e HMS Ashanti ma senza successo, ricevendo in cambio vari colpi di artiglieria che causarono severi danni: due colpi arrivarono sotto la linea di galleggiamento, causando un allagamento della sala macchine e l'interruzione dell'erogazione della corrente elettrica. Uscito fuori dalla cortina fumogena che lo proteggeva, lo ZH1 ingaggiò con i cannoni il Tartar mettendo a segno alcuni colpi ma fu raggiunto da un siluro dell'Ashanti che gli amputò la prua: il comandante dell'unità, Korvettenkapitan Barkow, ordinò di abbandonare la nave e di autoaffondarla facendo esplodere le bombe di profondità imbarcate. Lo scafo dello ZH1 affondò quindi intorno alle 02:40 con la morte di 36 membri dell'equipaggio tra cui il comandante Barkow; 27 marinai riuscirono a raggiungere la costa francese, mentre altri 140 furono tratti in salvo dalle unità britanniche.